# Solomon Duah
Solomon Duah (* 7. Januar 1993 in Joensuu) ist ein finnisch-ghanaischer Fußballspieler auf der Position eines Mittelfeldspielers. 

## Karriere

### Verein
Er startete seine Karriere in der Jugend von Hämeenlinnan Jalkapalloseura Ry und wechselte im Dezember 2007 in die C-Jugend von Inter Turku. 2010 wurde er ins Veikkausliiga Team befördert und gab am 23. Oktober 2010 gegen den FC Honka sein Profidebüt. Im Mai 2011 wurde er für ein halbes Jahr an Turun Toverit verliehen, wo er in neun Spielen ein Tor erzielte. Zuvor war er bereits 2010 für wenige Partien an das Farmteam FC Sinimustat verliehen worden. Ab 2017 spielte er für Kuopion PS. Für Kuopio kam er zu 15 Einsätzen in der Veikkausliiga. Zur Saison 2018 wechselte er nach Norwegen zum Zweitligisten Levanger FK. Für Levanger kam er zu acht Einsätzen in der 1. Division, mit dem Verein stieg er zu Saisonende in die dritte Liga ab.
Zur Saison 2019 kehrte er nach Finnland zurück und wechselte zum Zweitligisten Turku PS. Mit Turku stieg er am Saisonende in die Veikkausliiga auf. Nach 22 Einsätzen in der Ykkönen verließ er den Verein nach einer Spielzeit wieder. Nach mehreren Monaten ohne Verein wechselte Duah zur Saison 2020/21 zum österreichischen Regionalligisten FC Mauerwerk. In eineinhalb Jahren in Wien kam er zu 16 Einsätzen in der Regionalliga. Im Januar 2022 verließ er den Verein, war daraufhin ein Jahr lang vereinslos und schloss sich zu Jahresbeginn 2023 dem finnischen Amateurklub Peimari United an.

### Nationalmannschaft
Auf internationaler Ebene entschied sich Duah für die Junioren-Auswahlen von Finnland zu spielen. So kam er in zwei Spielen für die finnische U-18 und in sechs Länderspielen für die U-19 von Finnland zum Einsatz. Weitere Einsätze für verschiedene Juniorennationalteams Finnlands folgten im Jahre 2012.

## Persönliches
Duah wurde als Sohn ghanaischer Eltern – eines ghanaischen Vaters und einer finnischen Mutter – in Joensuu in der Landschaft Nordkarelien geboren.